# Gmina Gewgelija
Gmina Gewgelija (mac. Општина Гевгелија) – gmina miejska w południowej Macedonii Północnej.
Graniczy z gminami: Bogdanci od wschodu, Wałandowo od północnego wschodu, Demir Kapija od północnego zachodu, Kawadarci od zachodu, oraz z Grecją od południa.
Skład etniczny
- 96,82% – Macedończycy
- 1,60% – Serbowie
- 0,93% – Wołosi
- 0,65% – pozostali

W skład gminy wchodzą:
- miasto: Gewgelija.
- 16 wsi: Bogorodica, Gabrowo, Dawidowo, Kowanci, Konsko, Moin, Miłetkowo, Mirawci, Mrzenci, Negorci, Nowo Konsko, Petrowo, Prdejci, Sermenin, Smokwica i Uma.